# Football Club Ramat HaSharon
Il Football Club Ramat HaSharon (in ebraico מועדון כדורגל רמת השרון‎?), noto più semplicemente come Ramat HaSharon, è una squadra di calcio femminile israeliana con sede nella città di Ramat HaSharon, nel Distretto di Tel Aviv.
Istituita nel 2005, milita nella Women's Premier League, la massima serie del campionato israeliano femminile di calcio.
I maggiori risultati ottenuti sono la vittoria in Ligat Nashim, conquistata al termine della stagione 2015-16, e la vittoria nella Coppa di seconda divisione della lega femminile d'Israele nella stagione 2011-12.

## Palmarès
- Campionato israeliano: 1

2015-2016

## Statistiche

### Risultati nelle competizioni UEFA
| Stagione | Competizione     | Fase                     | Avversario         | Risultato | Risultato | Risultato |
| Stagione | Competizione     | Fase                     | Avversario         | andata    | ritorno   | aggregato |
| -------- | ---------------- | ------------------------ | ------------------ | --------- | --------- | --------- |
| 2016-17  | Champions League | gironi di qualificazione | SFK 2000           | 0-1       | 0-1       | 0-1       |
| 2016-17  | Champions League | gironi di qualificazione | Žytlobud-1 Charkiv | 1-0       | 1-0       | 1-0       |
| 2016-17  | Champions League | gironi di qualificazione | Rīgas FS           | 4-0       | 4-0       | 4-0       |

## Organico

### Rosa 2016-2017
Rosa e numeri come da sito UEFA.
| N. |                    | Ruolo | Calciatrice      |
| -- | ------------------ | ----- | ---------------- |
| 1  | Israele (bandiera) | P     | Sapir Kadori     |
| 2  | Israele (bandiera) | D     | Shai Pearl       |
| 5  | Israele (bandiera) | D     | Shay Sade        |
| 6  | Israele (bandiera) | D     | Maya Shemrich    |
| 7  | Israele (bandiera) | C     | Adva Tvil        |
| 8  | Israele (bandiera) | C     | Shani Luzon      |
| 9  | Canada (bandiera)  | A     | Christabel Oduro |
| 10 | Israele (bandiera) | C     | Roni Shimrich    |
| 11 | Israele (bandiera) | C     | Opal Sofer       |

| N. |                        | Ruolo | Calciatrice    |
| -- | ---------------------- | ----- | -------------- |
| 12 | Stati Uniti (bandiera) | A     | Denali Murnan  |
| 14 | Israele (bandiera)     | D     | Tal Mahaleb    |
| 15 | Israele (bandiera)     | C     | Oshrat Eni     |
| 16 | Israele (bandiera)     | C     | Karin Sendel   |
| 17 | Israele (bandiera)     | C     | Arava Schahaf  |
| 13 | Israele (bandiera)     | A     | Dalia Dakwar   |
| 18 | Israele (bandiera)     | D     | Shani David    |
| 20 | Israele (bandiera)     | D     | Noam Achtel    |
| 22 | Israele (bandiera)     | P     | Hanit Schwartz |

### Staff tecnico
Staff tecnico aggiornato all'agosto 2016.
- Allenatore:  Gabriel Burstein
- Preparatore atletico: Ronen Weiss
- Medico sportivo: Yuval Marbl